# پارسی‌سازی
ایرانی‌سازی یا پارسی‌سازی، یک فرایند دگرگونی فرهنگی و/یا زبانیِ یک چیز غیر ایرانی به ایرانی است.
مردمان نیز ممکن است فرایند ایرانی‌شدن را تجربه کنند؛ هنگامی که یک مهاجر به ایران می‌رود و با فرهنگ این کشور خو می‌گیرد، ایرانی‌سازی می‌شود.
به‌طور تاریخی، این اصطلاح معمولاً در مورد جذب فرهنگ و آداب و رسوم ایرانی توسط سلسله‌های با منشأ ابتدایی خارجی کاربرد دارد ، به مانند غزنویان، سلوکیان و ایلخانان مغول.

## تاریخچه

### دوره پیش از اسلام
نخستین تاریخ ثبت شده از ایرانی‌سازی به اسکندر مقدونی بازمی‌گردد، که در قرن چهارم پیش از میلاد، پوشاک ایرانی، رسوم، ضیافتها و آداب درباری را از طریق شاهدخت ایرانی که با او ازدواج کرده بود و زیردستانش پذیرفت. همچنین رسم بوسه ادب (بوسه فرستادن نمادین با پشت دست که ایرانیان در مورد فرادستان اجتماعی انجام می‌دادند) نیز از همین سبب به یونانیان راه یافت. یونانیان آن را پروسکونسیس (فراپیش‌بوسی) نامیدند. برخی از ساتراپ‌ها نیز عادات ایرانیان را پذیرفته بودند. مانند پوکستاس «Peucestas» ساتراپ پارس که به محض گمارش، پوشاک ایرانیان را بر تن کرد و زبان و عادات آنان را فرا گرفت.

### دوره آغازین اسلامی
پس از سقوط ساسانیان در سال ۶۵۱ میلادی، خلفای عرب بنی‌امیه بسیاری از رسوم ایرانی، به‌ویژه آداب حکومتی و درباری را پذیرفتند. هر کدام از فرمانداران ایالتی عرب، بی‌شک از آرامی‌های ایرانی‌سازی شده یا اقوام ایرانی بودند؛ مطمئناً پارسی به‌عنوان زبان رسمی و دفتری خلافت تا به‌کارگیری عربی در اواخر قرن هفتم میلادی باقی‌مانده بود، تا هنگامی که در سال ۶۹۲ میلادی، ضرب سکه‌ها در دمشق پایتخت امویان آغاز شد. سکه‌های اسلامی جدید به تقلید از سکه‌های ساسانی تکامل یافتند (همانند سکه‌های بیزانسی)، و دبیره پهلوی روی سکه‌ها جایش را به حروف عربی داد.
عباسیان (پس از ۷۵۰) پایتختشان را در عراق و سرانجام بغداد مستقر کردند. یک جابجایی که گرایش به سوی شرق (ایران) در آن آشکار بود و به دلیل نفوذ فرهنگ ایرانی/پارسی و ریشه‌های شکل‌گیری عباسی در خراسان، صورت گرفت.

## حکومت‌های ایرانی شده
- اسکندر مقدونی[۲]
- امپراتوری غزنوی[۳][۴][۵]
- سلسله غوری[۶]
- امپراتوری سلجوقی[۷][۸][۹]
- امپراتوری خوارزمشاهی[۱۰][۱۱]
- ایلخانان[۱۲]
- امپراتوری تیموری[۱۳][۱۴]
- سلسله آق قیونلوها[۱۵]
- گورکانیان هند[۱۶][۱۷][۱۸]
- سلطان‌نشین دهلی[۱۹]
- امپراتوری عثمانی (به مرور کمتر شد)[۲۰][۲۱]